# Gocksen
Gocksen är en sjö i Gävle kommun i Gästrikland och ingår i Hamrångeåns huvudavrinningsområde. Sjön har en area på 0,148 kvadratkilometer och ligger 11 meter över havet.

## Delavrinningsområde
Gocksen ingår i det delavrinningsområde (674940-157278) som SMHI kallar för Mynnar i Hamrångefjärden. Medelhöjden är 22 meter över havet och ytan är 12,84 kvadratkilometer. Det finns inga avrinningsområden uppströms utan avrinningsområdet är högsta punkten. Vattendraget som avvattnar avrinningsområdet har biflödesordning 2, vilket innebär att vattnet flödar genom totalt 2 vattendrag innan det når havet efter 7,9 kilometer. Avrinningsområdet består mestadels av skog (83 procent). Avrinningsområdet har 0,15 kvadratkilometer vattenytor vilket ger det en sjöprocent på 1,1 procent.